# Јанковић (презиме)
Јанковић је презиме, настало од имена Јанко. Може да се нађе у Србији, Хрватској, Босни и Херцеговини и Црној Гори. Познате особе са овим презименом су:
- Јелена Јанковић, српска тенисерка
- Ђорђе Јанковић, српски археолог
- Никола Јанковић, српски вајар
- Божидар Јанковић, српски генерал
- Милован Јанковић, српски економиста
- Милорад Јанковић, српски биолог
- Бранимир Тори Јанковић, српски режисер
- Светлана Велмар-Јанковић, српски академик
- Владета Јанковић, српски политичар
- Маша Јанковић, српска кошаркашица
- Петар Јанковић, српски географ